# Katerini (gmina)
Katerini (gr. Δήμος Κατερίνης, Dimos Katerinis) – gmina w Grecji, w administracji zdecentralizowanej Macedonia-Tracja, w regionie Macedonia Środkowa, w jednostce regionalnej Pieria. W 2011 roku liczyła 85 851 mieszkańców. Powstała 1 stycznia 2011 roku w wyniku połączenia dotychczasowych gmin: Elafina, Katerini, Korinos, Paralia, Petra i Pieria. Siedzibą gminy jest Katerini.